# Église Saint-Firmin de Francoulès
L'église Saint-Firmin de Francoulès est une église catholique située à Francoulès, dans le département du Lot, en France.

## Localisation
L'église Saint-Firmin est située dans le département français du Lot, à Francoulès membre de la Communauté de communes du Grand Cahors.

## Historique
La forme de la voûte en arc brisé montre qu'elle a dû être construite dans la seconde moitié du XIIe siècle. Géraud de Gourdon donne la paroisse au chapitre de la cathédrale de Cahors vers 1108-1109. 
Une chapelle a été construite au nord au début du XVIe siècle.
L'édifice est inscrit au titre des monuments historiques le 25 mars 1977.
Plusieurs objets sont référencer dans la base Palissy.

## Description
L'église est à nef unique. Elle est voûtée en berceau brisé avec un chevet composé d'une abside de plan semi-circulaire voûtée en cul-de-four précédée d'une partie droite voûtée en berceau plein-cintre. La chapelle nord est voûtée d'ogives.
L'église possède au chevet des peintures murales datant de la fin du XVe siècle, époque où l'église a eu de nouveau un prieur, Jean de Payrissac, qui a pu faire ces embellissements.